# Sieben Mal am Tag beklagen wir unser Los und nachts stehen wir auf, um nicht zu träumen
Sieben Mal am Tag beklagen wir unser Los und nachts stehen wir auf, um nicht zu träumen ist ein deutscher Kurzfilm von Susann Maria Hempel aus dem Jahr 2014. In Deutschland lief der Film unter anderem am 4. Mai 2014 bei den Internationalen Kurzfilmtagen in Oberhausen. Der Film entstand im Rahmen des „Cast and Cut“-Stipendiums der Stiftung Kulturregion Hannover und der Nordmedia. 

## Handlung
Der Film fungiert als lebendig gewordenes Andachtsbuch. Als Grundlage dienten Interviews mit einem Ostthüringer, der 1989 sein Gedächtnis in einem Zuchthaus verlor und seitdem viel  Unglück erlebte.

## Kritiken
„Der Film mit dem langen Titel ‚Sieben Mal am Tag beklagen wir unser Los und nachts stehen wir auf, um nicht zu träumen‘ von Susann Maria Hempel ist unser Gewinner des Deutschen Wettbewerbs. Basierend auf einem Interview mit einer Person, die über ihren Missbrauch erzählt, verwebt der Film Ton und Bild auf virtuose und zunehmend verstörende Art. Gesprochen, gesungen und animiert, baut der Film ein Gruselkabinett, in dem eine Erinnerungsmechanik abläuft.“

„An diesem Film führt kein Weg vorbei! – so die Meinung der Jury. Die traumatische Biographie eines Menschen findet in einer eigenwilligen Ästhetik die konsequente Zusammenführung von Thema und filmischen Mitteln. Die Regisseurin schafft damit die ungewöhnliche Verschmelzung von Dokumentarischem und Experimentellen. Eine Tour de Force, die nicht Erzählbares zum verstörenden Kinoerlebnis macht.“

„Durch ein Wechselspiel von Text und rhythmisch bewegten, detailreichen Installationen bizarrer Gestalten komprimiert der Film die Leidensgeschichten und intimsten psychischen Abgründe mehrerer Menschen. Klare Komposition, radikal skurrile Bilderwelten und die dazu kontrastierende, sinnliche Musik ziehen den Zuschauer in seinen Bann. Im surrealen Kabinett schafft die Regisseurin Empathie durch Verstörung.“

„Der Film beeindruckt als exzeptionelles, die Grenzen des filmischen Erzählens sprengendes Gesamtkunstwerk. ‚Sieben mal am Tag‘ ist ein lyrisch-poetisches Requiem für menschliches Leid. Der Film kreiert in bisher selten gesehenen Metaphern ein suggestives, abgründiges Gefühl von psychischer Versehrtheit, verfällt dabei jedoch nie ins Manipulative oder Selbstzweckhafte. So entsteht eine kunstvolle Montage im eigentlichen Wortsinn von Bild, Ton, Musik und Text.“

„‘Sieben Mal am Tag beklagen wir unser Los und nachts stehen wir auf um nicht zu träumen‘ (Produktion und Regie: Susann Maria Hempel, Greiz) beeindruckte die Jury durch das sichere Gefühl für Timing und Tonalität. Dafür gab es Gold in der Kategorie bester Experimentalfilm.“

## Auszeichnungen
Filmfest Dresden 2014
- Filmförderpreis der Kunstministerin – Nationaler Wettbewerb
- Goldener Reiter der Jugendjury – Nationaler Wettbewerb

Internationale Kurzfilmtage Oberhausen 2014
- Preis für den besten Beitrag des Deutschen Wettbewerbs

Internationales Kurzfilm-Festival Hamburg 2014
- Jurypreis Deutscher Wettbewerb

Filmplus 2014
- Lobende Erwähnung in der Förderpreis-Sektion

Deutscher Kurzfilmpreis 2014
- Kurzfilmpreis in Gold – Bester Experimentalfilm